# 柴立元
柴立元（1966年9月29日—），江西万年人，中国冶金环境工程专家，中南大学教授，中国工程院院士，曾任中南大学副校长、常务副校长。2025年1月，任天津大学校长。

## 生平
1997年毕业于中南大学，获博士学位。